# زندگی در زهره

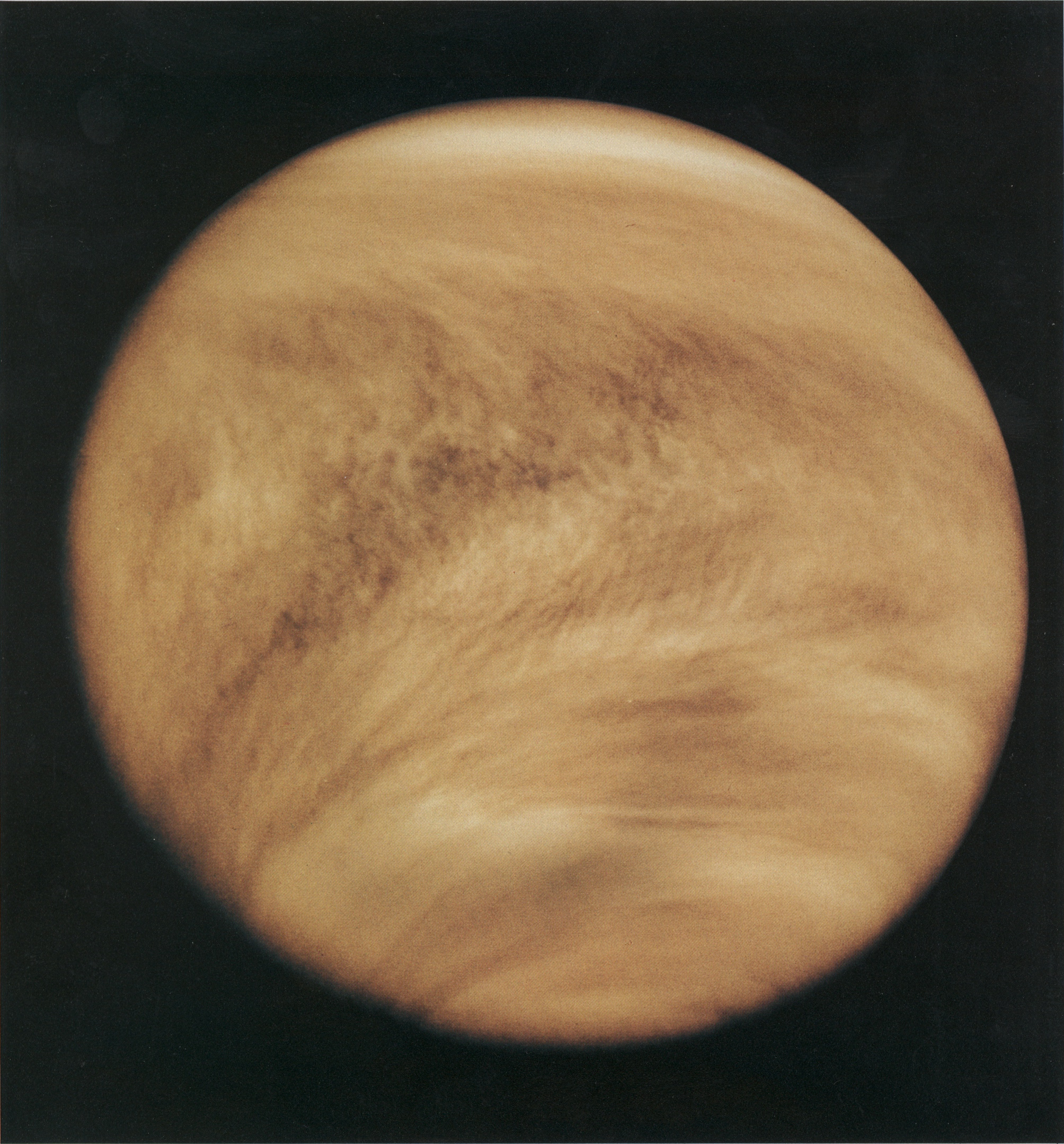
جو زهره از منظر مدارگرد زهره پایونیر در طیف فرابنفش در سال ۱۹۷۹. علت خطوط تیره در ابرها هنوز مشخص نیست.

امکان وجود حیات در زهره موضوعی مورد توجه در اخترزیست‌شناسی است، به دلیل نزدیکی زهره به زمین و شباهت‌هایی که با آن دارد. تاکنون هیچ مدرک قطعی از وجود موجودات زنده در گذشته یا حال این سیاره یافت نشده است. در اوایل دهه ۱۹۶۰، مطالعات انجام‌شده توسط فضاپیماها نشان داد که محیط کنونی زهره در مقایسه با زمین بسیار نامساعد است. مطالعات همچنان به بررسی این پرسش ادامه می‌دهند که آیا ممکن است در گذشته، پیش از آنکه اثر گریز گلخانه‌ای بر این سیاره چیره شود، زندگی در سطح آن وجود داشته باشد و آیا ممکن است یک بازمانده زیستی در لایه‌های بالایی جو زهره باقی مانده باشد.
با دمای سطحی بسیار بالا که به حدود ۷۳۵ کلوین (۴۶۲ درجه سلسیوس؛ ۸۶۳ درجه فارنهایت) می‌رسد و فشار اتمسفری که ۹۲ برابر زمین است، شرایط زهره زندگی مبتنی بر آب را، آن‌طور که ما می‌شناسیم، در سطح این سیاره بعید می‌سازد. با این حال، برخی دانشمندان گمانه‌زنی کرده‌اند که ترمواسیدوفیل شدیددوست میکروارگانیسم‌ها ممکن است در لایه‌های بالایی و معتدل‌تر اما اسیدی جو زهره وجود داشته باشند.
در سپتامبر ۲۰۲۰، پژوهشی منتشر شد که از وجود فسفین در جو زهره، به عنوان یک رد پای زیستی احتمالی، گزارش می‌داد. با این حال، تردیدهایی دربارهٔ این مشاهده‌ها مطرح شده است.
تا ۸ فوریه ۲۰۲۱، وضعیت به‌روزرسانی‌شده‌ای از مطالعات مربوط به احتمال وجود اَشکالی از زیست در زهره (از طریق فسفین) و مریخ (از طریق متان) منتشر شد، اگرچه هنوز مشخص نیست که آیا این گازها واقعاً در آنجا وجود دارند یا خیر.
در ۲ ژوئن ۲۰۲۱، ناسا اعلام کرد که دو مأموریت جدید مرتبط با زهره را آغاز خواهد کرد: داوینچی و وریتاس.

## شرایط سطحی

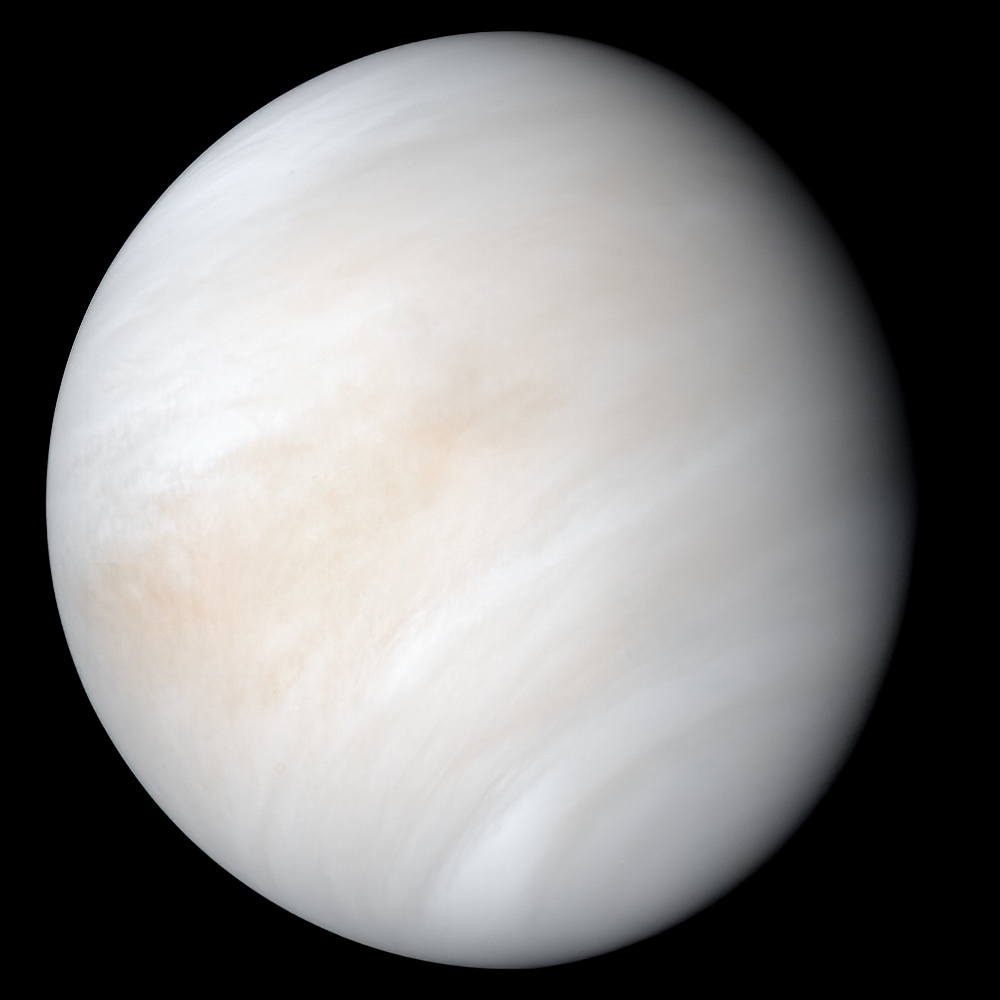
زهره در تصویری که مارینر ۱۰ ثبت کرده است

از آنجا که زهره کاملاً در ابر پوشیده شده است، دانش انسان دربارهٔ شرایط سطحی آن تا دوران مأموریت‌های فضایی بیشتر بر حدس و گمان استوار بود. تا اواسط قرن بیستم، تصور می‌شد که محیط سطحی زهره مشابه زمین است، ازاین‌رو بسیاری بر این باور بودند که زهره می‌تواند میزبان حیات باشد. در سال ۱۸۷۰، ستاره‌شناس بریتانیایی ریچارد آنتونی پروکتور بیان کرد که وجود حیات در نزدیکی استوای زهره غیرممکن است، اما احتمال دارد که در نزدیکی قطب‌های آن وجود داشته باشد.
مشاهدات مایکروویو که در سال ۱۹۵۸ توسط C. Mayer و همکاران منتشر شد، نشان داد که منبع دمای بالای (۶۰۰ کلوین) در زهره وجود دارد. بااین‌حال، مشاهدات انجام‌شده در طول‌موج میلی‌متری توسط A. D. Kuzmin دماهای بسیار پایین‌تری را نشان داد. دو نظریهٔ رقیب برای توضیح طیف غیرمعمول رادیویی ارائه شد: یکی این دماهای بالا را به یون‌سپهر زهره نسبت می‌داد، و دیگری منشأ آن را سطح داغ سیاره می‌دانست.
در سال ۱۹۶۲، مارینر ۲، نخستین مأموریت موفق در کاوش زهره، دمای این سیاره را اندازه‌گیری کرد و نشان داد که حدود ۵۰۰ درجه سلسیوس (۹۰۰ درجه فارنهایت) است. از آن زمان، شواهد فزاینده‌ای از کاوشگرهای فضایی مختلف نشان داده‌اند که زهره دارای اقلیمی بسیار شدید است، جایی که یک اثر گلخانه‌ای، دمایی ثابت در حدود ۵۰۰ درجه سلسیوس (۹۳۲ درجه فارنهایت) در سطح ایجاد می‌کند. جو آن حاوی ابرهای سولفوریک اسید است. در سال ۱۹۶۸، ناسا گزارش داد که فشار هوا در سطح زهره ۷۵ تا ۱۰۰ برابر فشار زمین است. این مقدار بعدها به ۹۲ بار اصلاح شد، که تقریباً ۱۰۰ برابر فشار زمین و معادل فشار در عمق بیش از ۱٬۰۰۰ متر (۳٬۳۰۰ فوت) از اقیانوس‌های زمین است. در چنین محیطی، با ویژگی‌های جوی نامساعد زهره، امکان حیات به شکلی که ما می‌شناسیم، بسیار بعید به نظر می‌رسد.

## قابلیت سکونت در گذشته
دانشمندان حدس می‌زنند که اگر آب مایع پیش از آغاز اثر گلخانه‌ای مهارگسیخته بر سطح زهره وجود داشته باشد، ممکن است حیات میکروبی در آن شکل گرفته باشد، اما اکنون دیگر وجود نداشته باشد. اگر فرض کنیم که خاستگاه آب بر زمین در دیگر سیارات نزدیک به منطقهٔ قابل سکونت نیز یکسان بوده است، برآورد شده که آب مایع می‌توانسته تا ۶۰۰ میلیون سال بر سطح زهره وجود داشته باشد، که این مدت ممکن است برای شکل‌گیری حیات ساده کافی باشد. البته، این مقدار می‌تواند از چند میلیون سال تا چند میلیارد سال متغیر باشد.
مطالعه‌ای که در سپتامبر ۲۰۱۹ منتشر شد، نشان داد که زهره ممکن است تا ۳ میلیارد سال شرایط قابل سکونت و سطحی پوشیده از آب داشته بوده باشد و این وضعیت ممکن است تا ۷۰۰ تا ۷۵۰ میلیون سال پیش ادامه داشته باشد. اگر این تخمین درست باشد، این بازهٔ زمانی برای شکل‌گیری حیات کافی بوده است. برخی پژوهشگران حتی گمانه‌زنی کرده‌اند که حیات میکروبی می‌توانسته به شکل حیات هوابرد تکامل یابد. از آن زمان، مطالعات بیشتری انجام شده و مدل‌های آب‌وهوایی مختلفی پیشنهاد شده‌اند که به نتایج گوناگونی منجر شده‌اند.

## تحلیل مواد سطحی زهره
تحلیل بسیار کمی بر روی مواد سطحی زهره انجام شده است، بنابراین این امکان وجود دارد که شواهدی از حیات گذشته، در صورتی که زمانی وجود داشته باشد، توسط یک کاوشگر که قادر به تحمل شرایط سخت کنونی زهره باشد، کشف شود.
با این حال، بازسازی سطح سیاره در ۵۰۰ میلیون سال گذشته نشان می‌دهد که احتمال وجود سنگ‌های باستانی که ممکن است نشانه‌هایی از رد پای زیستی را در خود داشته باشند، بسیار کم است، به‌ویژه آن دسته از سنگ‌هایی که حاوی ترمولیت هستند که به‌طور نظری می‌توانسته‌اند برخی از این شواهد را در خود حفظ کنند.

## زمین‌ساخت صفحه‌ای و قابلیت زیست‌پذیری
مطالعاتی که در ۲۶ اکتبر ۲۰۲۳ منتشر شدند، نشان می‌دهند که برای نخستین بار، زهره ممکن است در دوران باستان دارای زمین‌ساخت صفحه‌ای بوده باشد و در نتیجه، احتمال دارد که شرایط زیست‌پذیری بیشتری داشته و حتی از اشکالی از حیات پشتیبانی کرده باشد.

### احتمال رخدادهای پان‌اسپرمیا
این فرضیه مطرح شده است که حیات بر روی زهره ممکن است از طریق پان‌اسپرمیا به زمین منتقل شده باشد، به‌ویژه از طریق پرتاب شهاب‌های یخی که می‌توانستند جانداران چندسلولی را در سفرهای طولانی میان‌سیاره‌ای حفظ کنند.
«مدل‌های کنونی نشان می‌دهند که زهره ممکن است در گذشته قابل سکونت بوده باشد. حیات پیچیده ممکن است بر روی زهره که در معرض تابش شدید قرار داشته، تکامل یافته و سپس توسط سیارک‌ها به زمین منتقل شده باشد. این مدل با الگوی ظهور ناگهانی و تنوع سریع گونه‌های پیچیده حیات، که در طول دوران کامبرین و اردویسین مشاهده شده، همخوانی دارد و همچنین توضیحی برای تنوع ژنتیکی خارق‌العاده‌ای است که در این دوره پدید آمده است.»
با این حال، این نظریه در حاشیه قرار دارد و احتمال آن بسیار پایین ارزیابی می‌شود.

### رویدادهای فاجعه‌بار
بین ۷۰۰ تا ۷۵۰ میلیون سال پیش، یک رویداد بازسازی تقریباً جهانی در زهره موجب آزاد شدن کربن دی‌اکسید از سنگ‌های سطحی سیاره شد که به نوبه خود، باعث تغییرات شدید در اقلیم آن گردید.
علاوه بر این، بر اساس مطالعه‌ای که توسط پژوهشگران دانشگاه کالیفرنیا (ریورساید) انجام شد، اگر مشتری مدار خود را به دور خورشید تغییر نداده بود، زهره می‌توانست همچنان از حیات پشتیبانی کند.

## قابلیت زیست‌پذیری جو زهره در زمان حاضر

### شرایط جوی
با اینکه احتمال وجود حیات در سطح زهره بسیار کم است، در ارتفاعی حدود ۵۰ کیلومتر (۳۱ مایل) بالاتر از سطح، دمای معتدل‌تری وجود دارد. به همین دلیل، همچنان برخی دانشمندان احتمال می‌دهند که امکان وجود حیات در جو زهره وجود داشته باشد.
این ایده نخستین بار توسط هاینتس هابر، فیزیکدان آلمانی، در سال ۱۹۵۰ مطرح شد. در سپتامبر ۱۹۶۷، کارل ساگان و هارولد موروویتز تحلیلی دربارهٔ امکان وجود حیات در زهره را در نشریه Nature منتشر کردند.
تحلیل داده‌های مأموریت‌های برنامه ونرا، پایونیر ۱۲ و ماژلان نشان داد که در جو فوقانی زهره ترکیباتی از جمله کربونیل سولفید، هیدروژن سولفید و گوگرد دی‌اکسید وجود دارند. همچنین، ونرا مقادیر زیادی از کلر را در زیر لایه‌های ابری زهره شناسایی کرد.
کربونیل سولفید به‌سختی می‌تواند به‌صورت غیرآلی تولید شود، اما می‌تواند توسط آتشفشان‌های زهره تولید شود.
سولفوریک اسید در جو فوقانی زهره در نتیجهٔ واکنش‌های فتوشیمیایی خورشید با کربن دی‌اکسید، گوگرد دی‌اکسید و بخار آب تولید می‌شود.
تحلیل مجدد داده‌های پایونیر ۱۲ در سال ۲۰۲۰ نشان داد که برخی از ویژگی‌های طیفی که قبلاً به کلر و هیدروژن سولفید نسبت داده می‌شدند، در واقع مرتبط با فسفین هستند. این یعنی غلظت کلر کمتر از حد تصور بوده و هیدروژن سولفید در جو زهره شناسایی نشده است.
تابش خورشیدی محدودهٔ قابل سکونت در جو زهره را بین ۵۱ کیلومتری (۶۵ درجه سانتی‌گراد) و ۶۲ کیلومتری (۲۰- درجه سانتی‌گراد) ارتفاع، در داخل ابرهای اسیدی، محدود می‌کند.
برخی دانشمندان این احتمال را مطرح کرده‌اند که ابرهای زهره ممکن است دارای مواد شیمیایی باشند که می‌توانند فعالیت‌های زیستی را آغاز کنند و همچنین مناطقی در جو زهره وجود داشته باشد که شرایط نور و شیمیایی آن برای نورپروردی شبیه به زمین مناسب باشد.